# Scaphochlamys tahanensis
Scaphochlamys tahanensis là một loài thực vật có hoa trong họ Gừng. Loài này được Yen Yen Sam và Leng Guan Saw miêu tả khoa học đầu tiên năm 2015.

## Mẫu định danh
Mẫu định danh: L.G Saw FRI 44667; thu thập ngày 31 tháng 7 năm 1996 ở Kuala Juram, lưu vực sông Sungai Tanum, Vườn quốc gia Taman Negara, huyện Lipis, tây bắc bang Pahang, miền trung Malaysia. Holotype lưu giữ tại Viện Nghiên cứu Rừng Malaysia ở Kepong, Selangor, Malaysia (KEP). Các isotype lưu giữ tại Đại học Aarhus (AAU) và Vườn Thực vật Hoàng gia tại Kew (K).

## Từ nguyên
Tính từ định danh tahanensis lấy theo tên núi Tahan (Gunung Tahan), nơi loài này được tìm thấy.

## Phân bố
Loài này là đặc hữu Vườn quốc gia Taman Negara, bang Pahang, miền trung Malaysia bán đảo. Hiện tại nó được tìm thấy trong các rừng khộp (Dipterocarpaceae) vùng đất thấp đến núi cao, ở cao độ 30-1.098 m, chủ yếu dọc bờ sông, trong khu vực nhiều bóng râm.

## Mô tả
Cây thảo thân rễ lâu năm, cao 30–50 cm. Thân rễ đường kính 2–3 mm khi khô. Các chồi nối tiếp nhau mọc thành cụm sát nhau. Bẹ không phiến lá 2–3, lớn nhất dài 6,5–13 cm, màu tía ánh nâu, bền. Lá 1 mỗi chồi, nhẵn nhụi, đáy hơi phồng; bẹ dài 2–3 cm, mỏng, đáy hơi phồng; lưỡi bẹ nhỏ, dài dưới 1 mm; cuống lá cộng bẹ lá dài 10,5–27,5 cm, có rãnh; phiến lá 18–31 × 3,1–4,3 cm, hình elip hẹp đến hình mác, đáy hình nêm hoặc thon nhỏ, đỉnh thon nhỏ. Cụm hoa dài 4,5–10 cm, nhẵn nhụi; cuống cụm dài 1,2–7 cm; cán hoa dài 2,5–4 cm, kết đặc không thấy trục, gồm 4–10 lá bắc hoa màu đỏ, các lá bắc xếp chồng và áp ép sát trục. Lá bắc hoa lớn nhất dài 21–40 mm, hình thuyền, rộng 9–13 mm khi dẹt, nhẵn nhụi, như da, không cứng, mép cong vào nhưng không xếp chồng, đỉnh nhọn hẹp, phần nhọn thẳng đứng. Xim hoa bọ cạp xoắn ốc với 2–3 hoa mỗi lá bắc. Lá bắc con thứ nhất dài 18–36 mm, gần thẳng, 2 gờ sống lưng, mép cụp trong và xếp chồng, nhẵn nhụi, đỉnh nhọn hẹp; các lá bắc con tiếp theo giảm về kích thước. Hoa dài 50–55 mm, màu trắng trừ cánh môi, thò ra 5–10 mm từ lá bắc hoa. Đài hoa dài ~10–14 mm, hình ống, chẻ một bên 5–6,5 mm tính từ đỉnh, nhẵn nhụi, đỉnh nhọn. Ống tràng hoa dài 32–38 mm; thùy tràng lưng dài 14–17 mm, gần hình tam giác, mép cụp trong, đỉnh có nắp và kết thúc bằng chóp nhọn; các thùy tràng bên dài 12–16 mm, mép cụp trong, đỉnh nhọn. Nhị lép 10–14  × 5–6 mm, hình mác ngược, đỉnh thuôn tròn, được các lông tuyến che phủ trên mặt gần trục. Cánh môi 17–22 × 15–17 mm, hình trứng ngược, đỉnh 2 thùy, các thùy xếp chồng, khe hở 5–9 mm từ đỉnh, được các lông tuyến che phủ trên mặt xa trục, dải giữa màu vàng với các sọc màu đỏ ở hai bên. Nhị dài ~7 mm; được các lông tuyến che phủ trên mặt xa trục; chỉ nhị dài ~2 mm; bao phấn dài 4,5–5 mm, đáy có cựa, nứt dọc; mào bao phấn ~1 × 2 mm, không mở rộng và không uốn ngược. Đầu nhụy dưới 1 × 1 mm, hình mỏ chim, lỗ nhỏ hẹp, hướng về phía trước, có lông rung. Bầu nhụy 2–3 × ~2 mm, nhẵn nhụi, 1 ngăn, ~6 noãn. Tuyến trên bầu 2, hình chỉ, dài 7–10 mm.
S. tahanensis gần giống với S. concinna, với cả hai loài đều có lá dài, hẹp và các cụm hoa màu đỏ, ngắn và kết đặc. Ngoài ra, cả hai loài đều có các hoa lớn màu trắng dễ thấy với những sọc màu đỏ bên cạnh dải giữa màu vàng trên cánh môi. Tuy nhiên, S. tahanensis dễ dàng phân biệt với loài kia, do các phiến lá rất hẹp của nó, với tỷ lệ chiều dài trên chiều rộng là 5,6-9,8 trong khi ở S. concinna thì tỷ lệ này thấp hơn, chỉ bằng 2,6–4,3 và hình dạng của nó là hình mác hẹp đến hình trứng với đáy hình tim rõ nét trong khi phiến lá của S. tahanensis hình elip hẹp đến hình mũi mác với đáy hình nêm hoặc thon nhỏ dần. Các khác biệt khác được quan sát thấy trong cấu trúc cụm hoa. Ví dụ, cán hoa của S. tahanensis dài 2,5–4 cm và nó bao gồm 4–10 lá bắc hoa trong khi S. concinna có cán hoa dài hơn (4–4,5 cm) do nó bao gồm nhiều lá bắc hoa hơn (khoảng 14 lá bắc). Sự khác biệt về tiết diện cuống lá ở S. tahanensis và S. concinna cũng hỗ trợ thêm cho địa vị loài khác biệt của chúng. Tiết diện cuống lá là đặc trưng cho mỗi loài và tất cả các loài Scaphochlamys quan sát được cho đến nay đều thuộc một trong hai nhóm này (hoặc là cuống lá có rãnh hoặc là cuống lá thon búp măng).
S. tahanensis và S. concinna là không cùng khu vực phân bố, do chúng được tìm thấy ở các khu vực khác nhau. S. tahanensis được tìm thấy dọc theo đường ở điểm vào phía tây dẫn tới núi Tahan, đỉnh núi cao nhất trên bán đảo Mã Lai. Núi Tahan nằm trong dãy núi Tahan, một dãy núi khác với dãy núi Chính, nơi S. concinna được tìm thấy.